# Río Tomayapo
Río Tomayapo är ett vattendrag i Bolivia.   Det ligger i departementet Tarija, i den södra delen av landet, 240 km söder om huvudstaden Sucre.
Omgivningarna runt Río Tomayapo är i huvudsak ett öppet busklandskap. Runt Río Tomayapo är det mycket glesbefolkat, med 5 invånare per kvadratkilometer.